# Rolls-Royce Conway

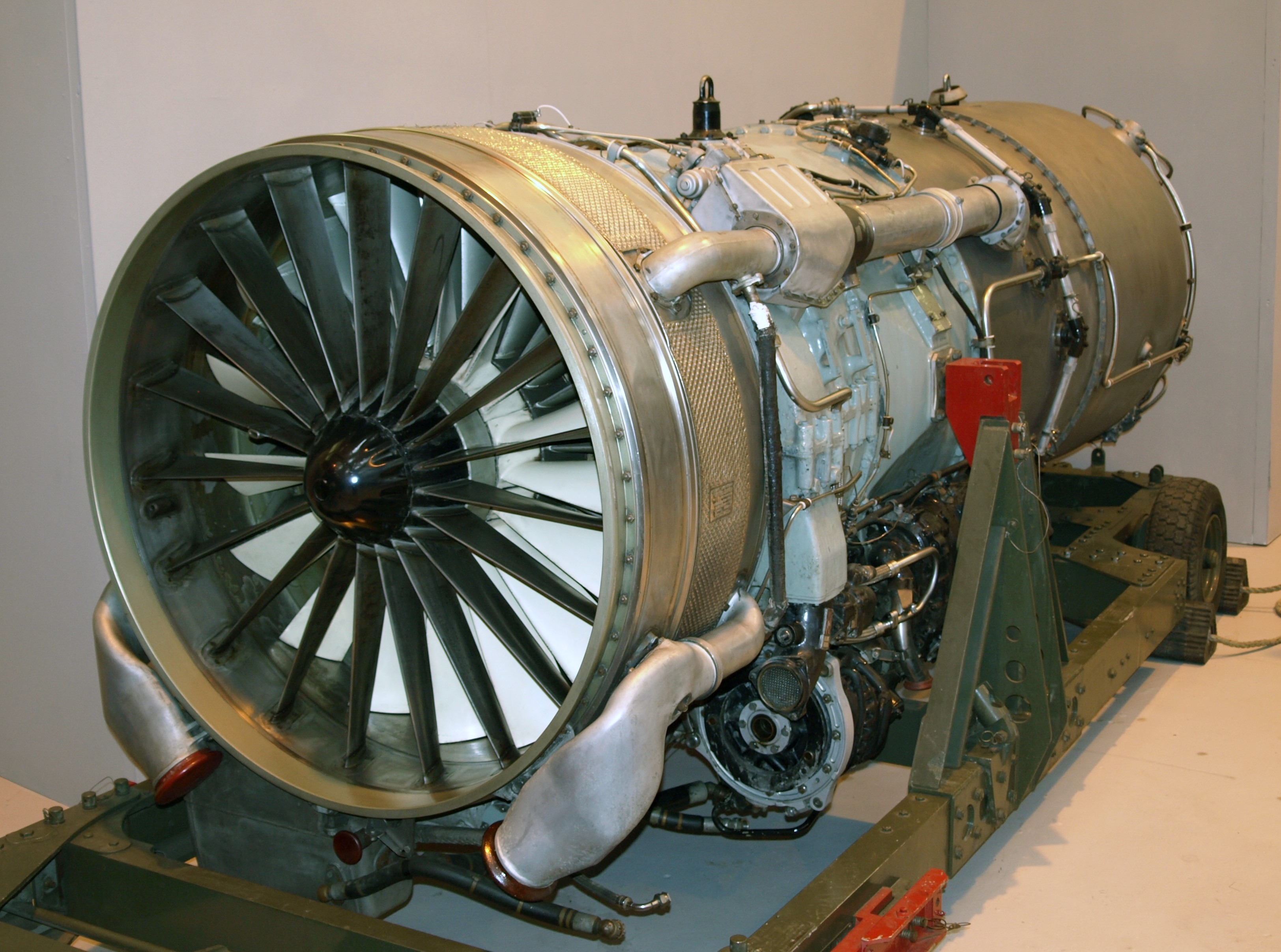
Rolls-Royce Conway RCo.17

Das Rolls-Royce Conway war das weltweit erste in der Luftfahrt eingesetzte Mantelstromtriebwerk (Turbofan bzw. Zweistrom-Strahltriebwerk). Die Entwicklung von Rolls-Royce wurde von der britischen Regierung mitfinanziert und begann 1952 unter der Bezeichnung RB.80. Der Erstflug des Triebwerkes erfolgte 1954 mit einer Avro Ashton.
Gegenüber den bisherigen Einstrom-Strahltriebwerken (Turbojet) war das Conway deutlich leiser und auch verbrauchsgünstiger. Das Nebenstromverhältnis war mit 0,3 zunächst noch sehr gering. Die erste Serie lieferte einen Schub von 77,6 kN, der jedoch im Laufe der weiteren Entwicklung bis auf 97,8 kN gesteigert werden konnte.
Das Triebwerk wurde in einigen Varianten für den zivilen und den militärischen Bereich produziert und war auch mit Umkehrschubeinrichtungen lieferbar. Das Conway wurde bei der Handley Page Victor, der Vickers VC-10 und bei einigen Typen der Boeing 707 und der Douglas DC-8 eingesetzt. Es war eines der ersten Strahltriebwerke mit einer MTBO von 10.000 Stunden.
Die mit dem Nebenstrom eingeschlagene Richtung erwies sich als richtig, und so wurde das Conway von dem ersten echten Fan-Triebwerk, dem Rolls-Royce RB.178 und später von dem Rolls-Royce RB211 verdrängt.
Auf dem US-amerikanischen Markt konnte sich das Conway nicht gegen die Triebwerke von Pratt & Whitney durchsetzen und so blieb der wirtschaftliche Erfolg bescheiden.

## Technische Daten
Conway Mk. 540:
- Gewicht: 2310 kg
- Schub: 90,6 kN
- Rohr-Ringbrennkammer mit zehn Brennkammern
- Verdichter: neunstufiger Axialverdichter
- Turbine: einstufige Hochdruck-Axialturbine und zweistufige Niederdruck-Axialturbine